# ティグリス川

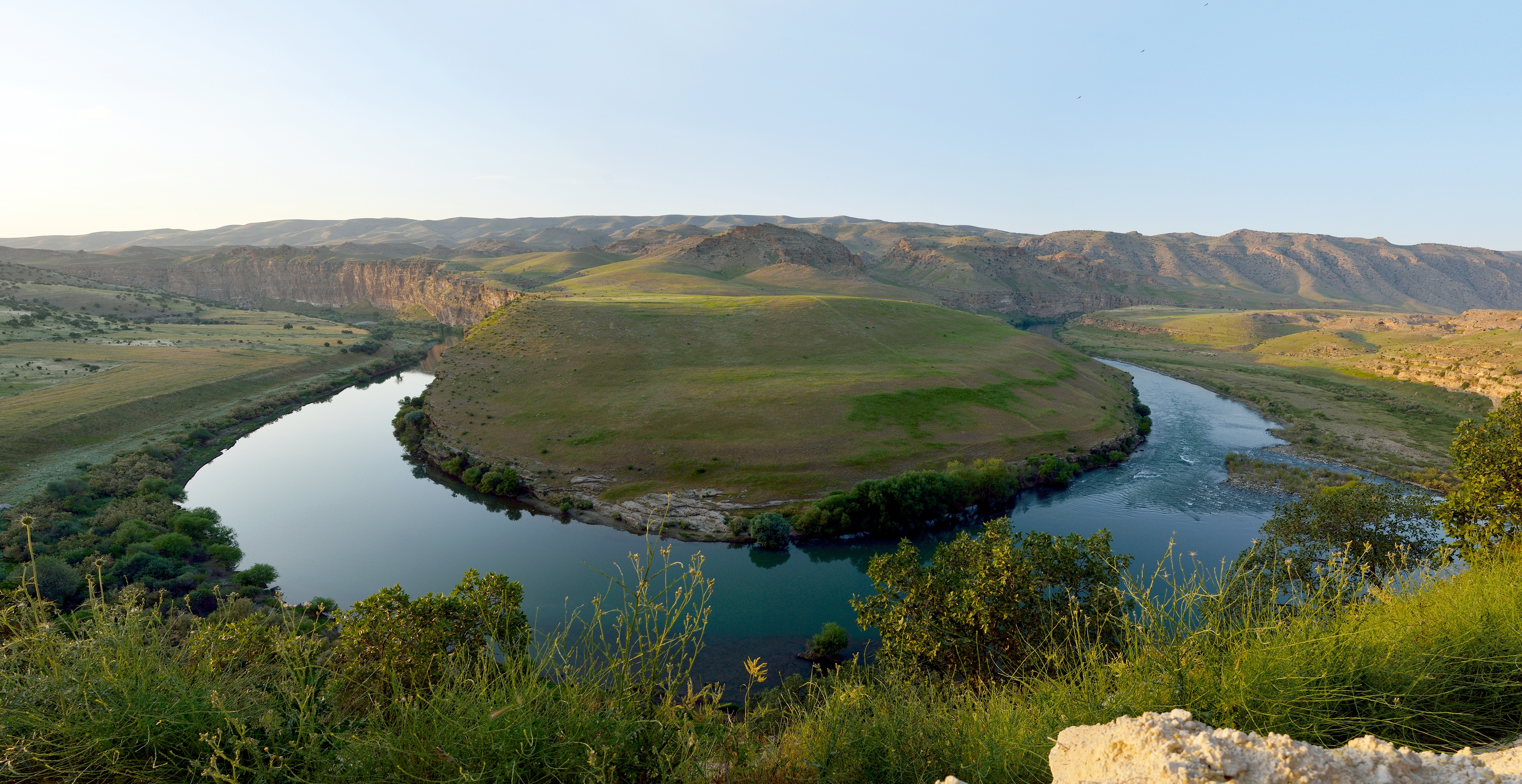
バトマン川

ティグリス川、またはチグリス川は、西アジアでユーフラテス川とともにメソポタミアを形作る大河。ユーフラテス川の東側を流れている。この川は南東トルコの山岳地帯から南に流れ、シリア、イラクを通過してユーフラテス川と合流し、シャットゥルアラブ川としてペルシア湾に注ぎ込む。

## 地名

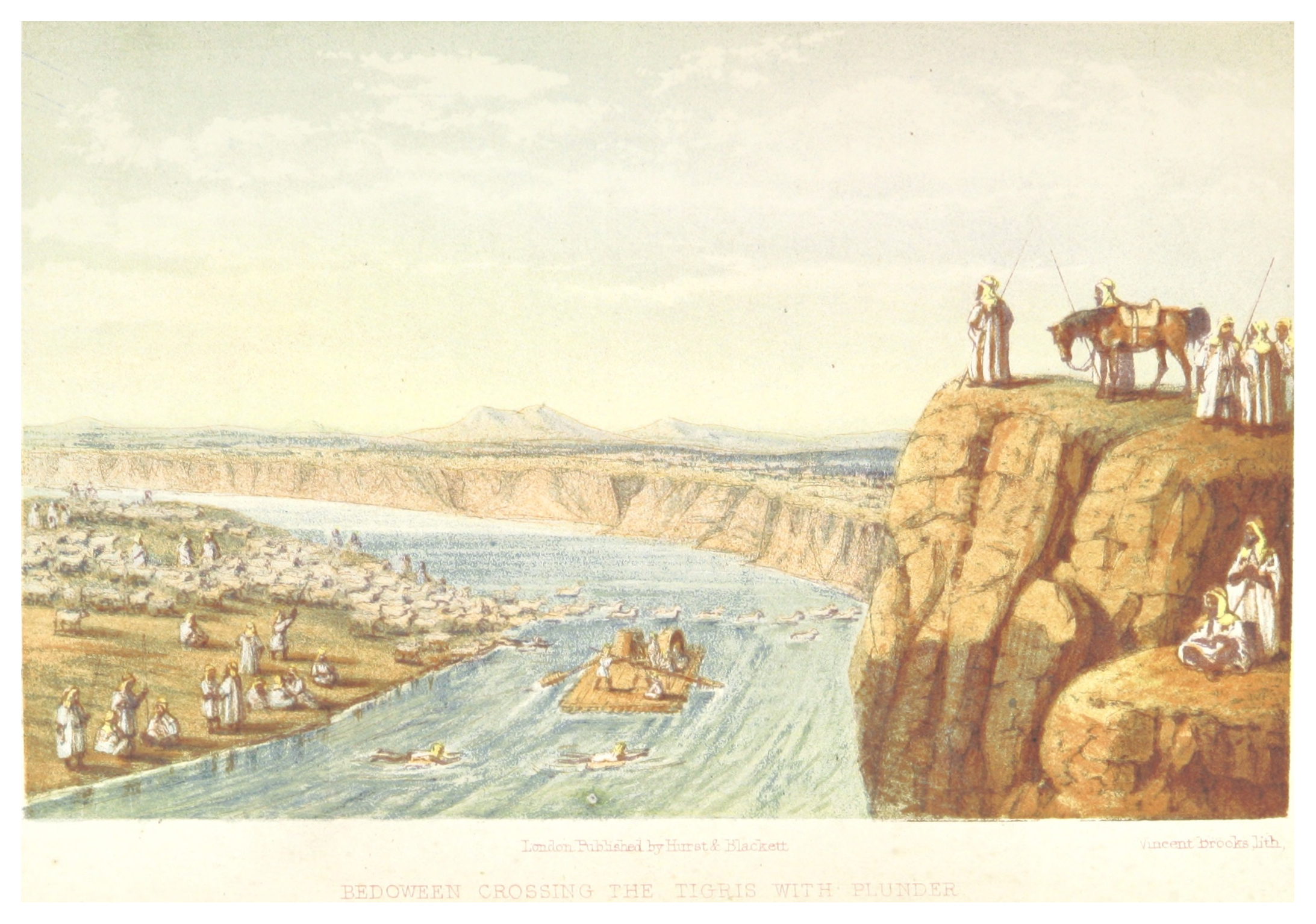
略奪品を携えてティグリス川を渡るベドウィン（1860年頃）

古代ギリシア語名のティグリス（Τίγρις、ギリシア語として解釈するならばトラ（tiger）の意である。）は古代ペルシア語のTigrāから派生した。古代ペルシア語名はエラム語のTigraから来ており、更にエラム語名はシュメール語のイディグナ（Idigna）から来ている。
大元となったシュメール語の Idigna または Idigina は恐らく *id(i)gina（流水）から来ており、それは隣接するユーフラテス川との対比で「流れの速い川」と解釈することができる。ユーフラテス川はゆっくりとした流れによってティグリス川よりも多くのシルトが堆積し、より高い河床が形成された。このシュメール語形の名前は、アッカド語ではイディグラトIdiqlatとなり、さらに別のセム系言語（例えばヘブライ語：Ḥîddeqel、シリア語：Deqlaṯ、アラビア語：Dijlah）の名前に繋がった。
ティグリス川を指す別の名前として中世ペルシア語ではアルヴァンド・ルード（Arvand Rud、アルヴァンド川）という名前も使用された。これは「流れの速い川」の意味である。現代ペルシア語ではこのArvand Rud（اروند رود）はユーフラテス川とティグリス川が合流した川（アラビア語ではシャットゥルアラブ川として知られる）の名前として使用されている。クルド語ではAva Mezinという名前でも知られる。これは「偉大な水」という意味である。
以下にティグリス川の周辺地域で使用されている、あるいはかつて使用されていた主要な言語での呼称を示す。

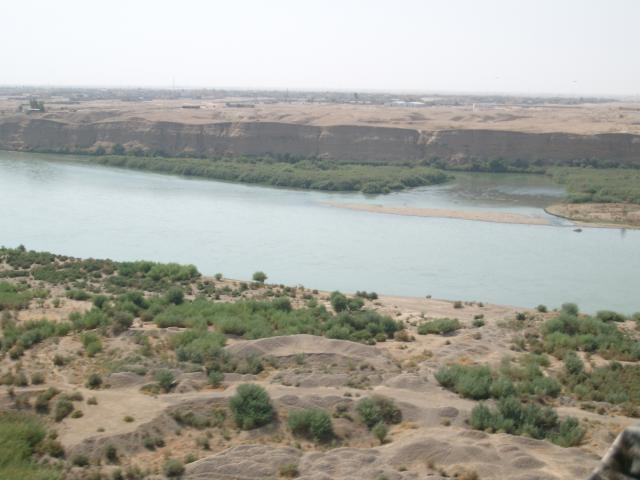
イラク、モースル市の外部

| 言語名         | 原語表記              | ラテン文字転写                        | カナ転写                |
| -------------- | --------------------- | ------------------------------------- | ----------------------- |
| アラビア語     | دجلة、または حداقل    | Dijlah、または Ḥudaqil                | ディジュラ              |
| トルコ語       | Dicle                 | Dicle                                 | ディジュレ              |
| クルド語       | Dîcle、または Dîjla   | Dîcle/Dîjla                           |                         |
| ペルシア語     | دجله                  | Dejle                                 |                         |
| アルメニア語   | Տիգրիս、または Դգլաթ  | Tigris/Dglatʿ                         |                         |
| ヘブライ語     | חידקל                 | Ḥîddeqel、聖書ヘブライ語では Hiddekel |                         |
| 英語           | Tigris （[ˈtaɪɡrɪs]） | Tigris                                | ティグリス              |
| アラム語       | ܕܝܓܠܐܬ                | Diglath                               |                         |
| シリア語       | ܕܹܩܠܵܬ                  | Deqlaṯ                                |                         |
| シュメール語   | 𒁇𒄘𒃼                   | Idigna/Idigina                        | イディギナ              |
| アッカド語     | 𒁇𒄘𒃼                   | Idiqlat/Idiglat                       | イディグラト            |
| 古代ペルシア語 | 𐎫𐎡𐎥𐎼𐎠                 | Tigrā                                 | ティグラ                |
| 中世ペルシア語 |                       | Tigr                                  |                         |
| フルリ語       |                       | Aranzah                               |                         |
| 古代ギリシア語 | Τίγρις、または Τίγρης | Tígris、または Tígrēs                 | ティグリス/ティグレース |

## 地理
ティグリス川は東トルコのタウルス山脈に源流を持ち、全長約1,850キロメートルである。源流はエラズー市の西約25キロメートル、ユーフラテス川の源流から30キロメートル離れたあたりである。ティグリス川はその後、シリアとトルコの国境まで400キロメートルほどトルコ領を流れ、シリア領内を44キロメートルだけ流れている。
ユーフラテス川の合流地点のすぐそばで、ティグリス川はいくつかの運河で分岐されている。第1に人工のShatt al-Hayyが分岐し、ナーシリーヤ近郊でユーフラテス川に合流する。第2にen:Shatt al-Muminahとen:Majar al-kabirが分岐し、中央湿地帯を潤す。更に下流では、別の2つの流路が分岐（アル＝ムシャラフとアル＝カーラし、Hawizeh Marshesを潤す。主水路は南へ向かって続き、Al-Kassarahと合流する。これらの流れがHawizeh Marshesの水を排水する。最後に、ティグリス川はユーフラテス川とアル・クルナのそばで合流し、シャットゥルアラブ川を形成する。大プリニウスや他の古代の歴史家たちによれば、ユーフラテス川は元来はティグリス川とは別に海へ注ぐ河口を持っていた。
イラクの首都バグダードはティグリス川の河岸に位置している。港町バスラはシャットゥルアラブ川をまたいでいる。古代の間、ティグリス川沿いかその近隣にメソポタミアの偉大な都市の数々が建設され、メソポタミア文明を担ったシュメール人たちは河水を灌漑用水として引いた。ティグリス河畔の特筆すべき都市にはニネヴェ、クテシフォン（テーシフォーン）、セレウキアなどがあり、またラガシュ市は前2900年頃に運河を掘削してティグリス川から灌漑用水を得た。

## 交通
ティグリス川は長きにわたり砂漠地帯の大部分の国々にとって重要な交通路であった。浅喫水船（Shallow-draft vessels）がバグダードまで行くことができるが、より上流のモースルへの輸送にはいかだ（rafts）が必要である。
1836年にフランシス・ロードン・チェスニー将軍は2隻の蒸気船を陸路でシリアを経由して運び、インドへ向かう陸路と河川路の可能性を探った。蒸気船の1隻ティグリス（Tigris）は嵐にあって破壊された。船は沈み、20人が死亡した。だが、チェスニーはティグリス川で動力付船舶（powered craft）が航行可能であることを証明した。その後、1861年にthe Euphrates and Tigris Steam Navigation Companyがリンチ兄弟（Lynch Brothers）の商社によって設立された。この会社は2隻の蒸気船でサービスを行った。1908年までに10隻の蒸気船がティグリス川で航行しており、観光客は蒸気船（steam yachts）に乗り込んで内陸に入った。当時は考古学観光の黎明期であったため、ウルとクテシフォンの遺跡はヨーロッパ人観光客に人気を博した。
第一次世界大戦では、イギリスがオスマン帝国領メソポタミアの征服時、インド人とテムズ川のパドラーがタウンゼント将軍の軍隊に配属された。詳細はクート包囲とバグダード陥落 (1917年)を参照のこと。
第一次世界大戦の後、バグダード鉄道の未完成部分であったバスラ-バグダード-モースル間の路線が完成し、また道路輸送が貨物輸送の大半を占めるようになったため、20世紀の間に河川輸送は重要性を失った。

## 管理と水質

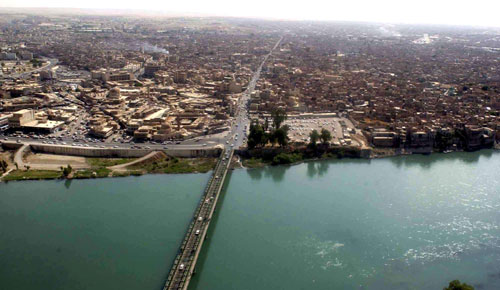
イラク、モースル市

ティグリス川はイラクとトルコで灌漑用水を河谷に隣接する乾燥地ならびに半砂漠地域に導入するために大規模に堰き止められている。こうした水の堰き止めは、イラクで洪水の害を避けるために重要な役割を果たしてきた。歴史的にイラクでのティグリス川の洪水は、トルコの山々での雪解け後の4月に発生しやすいことが知られている。
最近のトルコでのティグリス川の堰き止めはトルコ国内の環境への影響と、下流域での流量低下に関連した複数の論争の主題となっている。モスルダムはイラク最大のダムである。
ティグリス・ユーフラテス両河の水は紛争における圧力の手段として利用される。ティグリス川に合流するシルワン川では、下流にクルド人自治区が位置しており、大型ダムの整備によって生活用水が影響を受けた。
2014年にはイラクとトルコの複数のステークホルダーの代表者たちの間で、ティグリス川の流量についてのデータの交換、較正、標準的基準の作成の行動計画について、大きなブレークスルーとなる合意が達成された。この合意はシンクタンクStrategic Foresight Groupによって組織されたジュネーヴでの会議で合意され、「ティグリス川におけるジュネーヴ合意（Geneva Consensus On Tigris River）」と呼ばれる。
2016年、在イラクアメリカ大使館とイラク大統領ハイダル・アル＝アバーディ（当時）はモスルダムが決壊する可能性があるという警告を行った。アメリカ合衆国はモスルダムが決壊すれば500,000人から1,500,000人が鉄砲水によって水死する恐れがあるとして、人々にティグリス川の氾濫原から避難するように警告した。イラクの主要都市であるモースル、ティクリート、サマッラー、そしてバグダードがこの危険に晒されていた。
2020年代には干魃が深刻化し、危機的な水不足に陥っている。2021年にはイラク農業省がコメの栽培を抑制した。各地で抗議デモが発生するなど社会問題となっている。

## 伝説と神話
シュメール神話では、ティグリス川はエンキ神が川を流水で満たしたことで作られた。
ヒッタイトとフルリ人の神話ではAranzah（ティグリス川のフルリ語名、ヒッタイト語単数主格形ではAranzahas）は神格化されていた。Aranzah（ティグリス川）はクマルビ神の息子でありテシュブ神とSuwaliyat(Tašmišu)神の兄弟であり、Kanzuras山でクマルビ神の口から生まれた3柱の神の一神であった。その後Aranzahはクマルビ神を打ち滅ぼすためにアヌ神およびテシュブ神と共謀した（クマルビの歌
ティグリス川は旧約聖書に2度登場する。最初は創世記であり、エデンの園から流れ出る川が分岐した4つの川のうちの3番目である。2度目の言及はダニエル記にあり、ダニエルは「わたしがティグリスという大川の岸に立っていたとき」啓示（visions）の1つを受けたとしている。
ティグリス川はまたイスラームにおいても言及される。イマームのアフマド・ビン・ハンバルとサイード・アブドゥル・ラザク・ジーラーニーの墓はバグダードにあり、ティグリス川の流れが参拝者の数を制限している。

イラク王国（1932年-1959年）の紋章にはシャットゥルアラブ川に合流するユーフラテス川とティグリス川とナツメヤシの森が描かれている。このナツメヤシの森はかつて世界最大のものであった。

ティグリス川は1932年から1959年までイラクの国章に採用されていた。